# Wudong (sockenhuvudort i Kina, Hubei Sheng, lat 30,58, long 114,45)
Wudong är en sockenhuvudort i Kina. Den ligger i provinsen Hubei, i den centrala delen av landet, omkring 16 kilometer öster om provinshuvudstaden Wuhan. Antalet invånare är 25 254. Befolkningen består av 11 901 kvinnor och 13 353 män. Barn under 15 år utgör 9,0 %, vuxna 15-64 år 78 %, och äldre över 65 år 12,0 %.
Runt Wudong är det mycket tätbefolkat, med 1 095 invånare per kvadratkilometer. Närmaste större samhälle är Wuhan, 18,0 km väster om Wudong. Trakten runt Wudong består till största delen av jordbruksmark.
Genomsnittlig årsnederbörd är 1 738 millimeter. Den regnigaste månaden är juli, med i genomsnitt 284 mm nederbörd, och den torraste är december, med 27 mm nederbörd.